# Redoute de Réville
La redoute de Réville est une ancienne petite fortification côtière qui se dresse sur le territoire de la commune française de Réville, dans le département de la Manche, en région Normandie.
La redoute est inscrite aux monuments historiques.

## Localisation
La redoute est située à la pointe de Saire, sur la commune de Réville, dans le département français de la Manche.

## Historique
Le bâtiment est édifié dès 1689, sous le règne de Louis XIV, pour contribuer à protéger le Cotentin d'un débarquement anglais. La redoute est reconstruite en 1734, et modernisée au XIXe siècle, avec en 1834 l'ajout d'un phare.
L'édifice a fait l'objet d'une mise en valeur par la commune au début des années 2010.

## Description
L'édifice fait 32 m de côté.

## Protection aux monuments historiques
La redoute, y compris ses fossés, à l'exception du bâtiment du gardien à l'intérieur est inscrite au titre des monuments historiques par arrêté du 6 juillet 1992.